# Байшань
Байша́нь (кит. упр. 白山, пиньинь Báishān, буквально: «Белая гора») — городской округ в провинции Гирин КНР; назван в честь горы Пэктусан.

## История
В начале XX века эти места входили в состав уезда Тунхуа. В 1902 году из уезда Тунхуа был выделен уезд Линьцзян (临江县).
После того, как на Северо-Востоке был ликвидирован институт цзянцзюней и он был разделён на провинции, эти места вошли в состав провинции Фэнтянь (в 1929 году переименованной в Ляонин). После образования в 1932 году марионеточного государства Маньчжоу-го там несколько раз менялось административно-территориальное деление, и в 1934 году эти места вошли в состав провинции Аньдун, а в 1937 году — в состав провинции Тунхуа.
После окончания Второй мировой войны и ликвидации Маньчжоу-го эти места вновь вошли в состав провинции Ляонин. В 1946 году начался 2-й этап гражданской войны, и эти места стали одним из основных мест боёв Линьцзянской кампании 1946—1947 годов.
В 1949 году была образована провинция Ляодун, в составе которой был образован Специальный район Тунхуа (通化专区), и эти места вошли в его состав. 20 августа 1954 года Специальный район Тунхуа был передан в состав провинции Гирин. В 1959 году был расформирован уезд Линьцзян, а на его месте был образован город Хуньцзян. 
4 февраля 1985 года, в связи с переходом КНР на новую трёхуровневую систему административно-территориального деления, район Тунхуа был ликвидирован, а на его территории были образованы городские округа Тунхуа и Хуньцзян. В состав городского округа Хуньцзян вошли уезды Фусун и Цзинъюй, а также Чанбай-корейский автономный уезд; территория бывшего города Хуньцзян была разделена на районы Бадаоцзян, Линьцзян и Саньчацзы. В 1993 году район Линьцзян был преобразован в уезд Линьцзян. В 1993 году уезд Линьцзян был преобразован в городской уезд.
31 января 1994 года городской округ Хуньцзян был переименован в «Байшань». 30 декабря 1995 года район Саньчацзы был преобразован в уезд Цзянъюань. В 2010 году район Бадаоцзян был переименован в Хуньцзян.

## Административно-территориальное деление
Городской округ Байшань делится на 2 района, 1 городской уезд, 2 уезда, 1 автономный уезд:
| Карта | Карта                            | Карта                            | Карта            | Карта                         | Карта                  | Карта         | Карта                      |
| ----- | -------------------------------- | -------------------------------- | ---------------- | ----------------------------- | ---------------------- | ------------- | -------------------------- |
|       |                                  |                                  |                  |                               |                        |               |                            |
| #     | Статус                           | Название                         | Иероглифы        | Пиньинь                       | Население (2003 прим.) | Площадь (км²) | Плотность населения (/км²) |
| 1     | Район                            | Хуньцзян                         | 浑江区           | Húnjiāng qū                   | 330 000                | 1388          | 238                        |
| 2     | Район                            | Цзянъюань                        | 江源区           | Jiāngyuán qū                  | 260 000                | 1348          | 193                        |
| 3     | Городской уезд                   | Линьцзян                         | 临江市           | Línjiāng shì                  | 180 000                | 3009          | 60                         |
| 4     | Уезд                             | Фусун                            | 抚松县           | Fǔsōng xiàn                   | 300 000                | 6150          | 49                         |
| 5     | Уезд                             | Цзинъюй                          | 靖宇县           | Jìngyǔ xiàn                   | 140 000                | 3094          | 45                         |
| 6     | Чанбай-Корейский автономный уезд | Чанбай-Корейский автономный уезд | 长白朝鲜族自治县 | Chángbái cháoxiǎnzú zìzhìxiàn | 80 000                 | 2496          | 32                         |